# Gotteszell
Gotteszell är en kommun och ort i Landkreis Regen i Regierungsbezirk Niederbayern i förbundslandet Bayern i Tyskland.
Kommunen ingår i kommunalförbundet Ruhmannsfelden tillsammans med köpingen Ruhmannsfelden och kommunerna Achslach och Zachenberg.